# Osiedle Władysława Sikorskiego (Żory)
Osiedle Władysława Sikorskiego (Dzielnica Sikorskiego) – największe pod względem liczby mieszkańców osiedle Żor. W latach 90. XX wieku osiedle miało ponad 12 tysięcy mieszkańców, dziś ma około 10 tysięcy. Patronem dzielnicy jest Władysław Sikorski. Osiedle składa się z 42 bloków z wielkiej płyty. Oprócz tego znajdują się tu domki mieszkaniowe na północno-wschodnim krańcu dzielnicy i blok z mieszkaniami socjalnymi. W budowie są nowe budynki wielorodzinne. Na osiedlu znajduje się kościół Miłosierdzia Bożego, a całe Osiedle Władysława Sikorskiego należy właśnie do tej parafii.

## Położenie
Granicami dzielnicy są: od zachodu aleja Jana Pawła II, ulice Spółdzielcza i Owocowa od strony południowej, od wschodu Droga krajowa nr 81 (ulica Kościuszki) nazywana zwyczajowo "wiślanką", natomiast od północy aleja Zjednoczonej Europy. Pod względem powierzchni jest to jedno z największych osiedli w Żorach.

## Handel i usługi
Największymi sklepami są Biedronka, Kaufland, Jysk oraz RTV Euro AGD. Na osiedlu znajduje się oddział ING Bank Śląski.

## Inne informacje
Budowa osiedla rozpoczęła się w roku 1973. W dzielnicy znajduje się boisko do gry w baseball oraz prywatna klinika chirurgii endoskopowej. Na osiedlu Sikorskiego powstał pierwszy w Żorach sklep wielkopowierzchniowy – Minimal. W 2007 roku sklep został zlikwidowany. 2009 r.- powstanie jednego z niewielu orlików w regionie.